# فرانچسکو بوگلیو
فرانچسکو بوگلیو (انگلیسی: Francesco Buglio؛ زادهٔ ۲۱ مهٔ ۱۹۵۷) بازیکن فوتبال اهل ایتالیا است.
از باشگاه‌هایی که در آن بازی کرده‌است می‌توان به باشگاه فوتبال سالرنیتانا و باشگاه فوتبال وارزه اشاره کرد.